# Eois hermosaria
Eois hermosaria là một loài bướm đêm trong họ Geometridae.